# Christine Volkmann
Christine Katharina Volkmann (* 1960 in Gießen) ist eine deutsche Wirtschaftswissenschaftlerin und Inhaberin des UNESCO-Lehrstuhls für Entrepreneurship und interkulturelles Management an der Schumpeter School of Business and Economics der Bergischen Universität Wuppertal.

## Leben und Karriere
Christine Volkmann studierte von 1981 bis 1986 Betriebswirtschaftslehre an der Justus-Liebig-Universität Gießen, wo sie auch als Assistentin von Dietger Hahn arbeitete. 1989 promovierte sie in strategischer Unternehmensplanung, während sie als wissenschaftliche Mitarbeiterin bei der Lufthansa über die Privatisierung des Luftverkehrsmarktes in Europa arbeitete. Danach wechselte sie zur Deutschen Bank, wo sie bis 1999 verschiedene Führungspositionen innehatte. Ab 1999 war sie Professorin an der Westfälischen Hochschule in Gelsenkirchen und seit 2005 UNESCO-Lehrstuhlinhaberin für Entrepreneurship und Interkulturelles Management. Im Jahr 2008 erhielt sie einen Ruf an die Schumpeter School of Business and Economics an der Bergischen Universität Wuppertal. Christine Volkmann ist Direktorin des Deutschen Instituts für Entrepreneurship- und Innovationsforschung (IGIF) und Mitbegründerin des von der Jackstädt-Stiftung finanzierten interdisziplinären Jackstädt Research Center for Entrepreneurship. Darüber hinaus ist sie seit 2005 Gastprofessorin an der Wirtschaftsakademie Bukarest, wo sie Graduiertenkurse in Leadership und Innovationsmanagement unterrichtet. Zudem ist sie seit 2015 Gastprofessorin an der Universität Graz. Volkmann war Beraterin der Europäischen Kommission, des Präsidenten des Europäischen Wirtschafts- und Sozialausschusses sowie des Weltwirtschaftsforums in Davos und der European Foundation for Entrepreneurship Research (EFER) an der Seite von Bert Twaalfhoven. Seit 2018 ist sie Mitglied im Landesrat für die Digitalisierung der Wirtschaft der Landesregierung Nordrhein-Westfalen sowie seit 2015 Mitglied der Auswahlkommission für den Entrepreneur Of The Year.

## Persönliches
Volkmann war mit Walter Kohl, Sohn des ehemaligen Bundeskanzlers Helmut Kohl, verheiratet. Ihr 1996 geborener Sohn Johannes Volkmann ist seit 2025 Mitglied des Deutschen Bundestages.

## Schriften (Auswahl)
- mit Grünhagen, M.: Entrepreneurship in a European Perspective. Concepts for the Creation and Growth of New Ventures, Wiesbaden 2010.
- mit Tokarski, K. O.: Entrepreneurship: Gründung und Wachstum von jungen Unternehmen, UTB, Stuttgart 2006.